# Tratado anglo-portugués de 1891
El Tratado anglo-portugués de 1891 fue un acuerdo entre el Reino Unido de Gran Bretaña e Irlanda del Norte y Portugal que fijó las fronteras entre el Protectorado Británico de África Central, actualmente Malawi, y los territorios administrados por la Compañía Británica de Sudáfrica en Mashonalandia y Matabelelandia, actualmente partes de Zimbabue, y  Rodesia noroccidental, actualmente parte de Zambia y el Mozambique portugués, y también entre los territorios administrados por la Compañía Británica de Sudáfrica de Rodesia Nororiental, actualmente en Zambia, y la Angola portuguesa.
Este tratado puso fin a más de 20 años de creciente desacuerdo sobre reivindicaciones territoriales conflictivas en la parte oriental de África Central, donde Portugal tenía reivindicaciones de larga data basadas en descubrimientos y exploraciones anteriores, pero donde los ciudadanos británicos establecieron misiones y preocupaciones comerciales embrionarias en las Tierras Altas de la Comarca en lo que hoy es Malawi desde la década de 1860.
Estos desacuerdos se incrementaron en los decenios de 1870 y 1880, en primer lugar por una disputa sobre una reclamación británica de parte de la  Bahía de Delagoa y por el fracaso de las negociaciones bilaterales entre los dos países sobre las fronteras de los territorios portugueses y, en segundo lugar, como resultado de la Conferencia de Berlín de 1884-85, que estableció la doctrina de la ocupación efectiva. Después de la Conferencia de Berlín, Portugal intentó establecer una zona de ocupación efectiva que uniera sus colonias en Angola y Mozambique mediante expediciones que establecieran tratados de protectorado sobre las poblaciones locales y obtuvieran el reconocimiento de otras potencias europeas. El relativo éxito de estos esfuerzos portugueses alarmó al gobierno británico de  Lord Salisbury, que también se encontraba bajo la presión de los misioneros de las Tierras Altas de la Comarca, y también a Cecil Rhodes, que fundó la Compañía Británica de Sudáfrica en 1888 con el objetivo de controlar la mayor parte posible de África central y meridional. Por estas razones, y en respuesta a un pequeño conflicto armado en las Shire Highlands, Lord Salisbury emitió el Ultimátum británico de 1890 que exigía a Portugal evacuar las áreas en disputa. Lord Salisbury rechazó la petición portuguesa de arbitraje y, tras un intento fallido de fijar los límites de sus respectivos territorios en 1890, el «Tratado anglo-portugués de 1891» fue aceptado por Portugal bajo coacción.

## Orígenes del conflicto anglo-portugués
A principios del siglo XIX, la gobernanza efectiva portuguesa en África al sur del ecuador se limitaba, en el Mozambique portugués, a la isla de Mozambique y a varios otros comercios costeros hasta la  bahía de Delagoa, y en la Angola portuguesa a Luanda y Benguela y a algunos puestos avanzados, el más septentrional de los cuales era Ambriz. Portugal había ocupado la costa de Mozambique desde el siglo XVI, y más tarde inició el sistema de Prazo de grandes fincas arrendadas bajo el dominio nominal portugués en el valle de río Zambeze. A finales del siglo XVIII, los valles del Zambeze y del bajo río Shire estaban controlados por cuatro familias que se declaraban portuguesas pero que eran prácticamente independientes, y a partir de 1853 el gobierno portugués se embarcó en una serie de campañas militares para ponerlas bajo su control efectivo. En la segunda mitad del siglo XIX, varias potencias europeas tenían un interés creciente en África. El primer desafío a las reivindicaciones más amplias de Portugal provino de la República de Transvaal, que en 1868 reclamó una salida al Océano Índico en la bahía de Delagoa. Aunque en 1869 Portugal y el Transvaal llegaron a un acuerdo sobre una frontera en la que toda la Bahía de Delagoa era portuguesa, Gran Bretaña presentó entonces una reclamación sobre la parte sur de esa bahía. Esta reclamación fue rechazada después del arbitraje del Presidente MacMahon. Su laudo, dictado en 1875, confirmó la frontera acordada en 1869. Un segundo desafío provino de la fundación de una colonia alemana en Angra Pequena, ahora conocida como Lüderitz, en Namibia en 1883. Aunque no había presencia portuguesa allí, Portugal la había reclamado sobre la base de un descubrimiento.
Durante la década de 1850, David Livingstone exploró las áreas al sur del lago Nyasa, actualmente el lago Malawi, y al oeste del lago, y en las décadas de 1860 y 1870 se establecieron varias misiones de la Iglesia de Inglaterra y de la Iglesia Presbiteriana en las tierras altas de la Comarca. En 1878 la  Compañía Africana de los Lagos fue establecida por hombres de negocios con vínculos a las misiones presbiterianas. Su objetivo era crear una empresa comercial que trabajara en estrecha colaboración con las misiones para combatir el comercio de esclavos mediante la introducción del comercio legítimo y para desarrollar la influencia europea en la zona. En 1876 se estableció una pequeña misión y un asentamiento comercial en Blantyre.
Portugal intentó asegurar su posición en África mediante las expediciones de Alexandre de Serpa Pinto, primero al Zambeze oriental en 1869, luego al Congo y al Zambeze superior desde Angola en 1876 y por último en 1877-79 cruzando África desde Angola, con la intención de reclamar la zona entre Mozambique y Angola. Además de estas expediciones, Portugal intentó negociaciones bilaterales con Gran Bretaña y en 1879, como parte de las conversaciones sobre un tratado de libertad de navegación en los ríos Congo y Zambeze y el desarrollo del comercio en esas cuencas fluviales, el gobierno portugués reclamó formalmente la zona al sur y al este del río Ruo (que forma la actual frontera sudeste de Malawi). The 1879 treaty was never ratified, and in 1882 Portugal occupied the lower Shire River valley as far as the Ruo and again asked the British government to accept this territorial claim. El tratado de 1879 nunca fue ratificado y en 1882 Portugal ocupó el valle inferior del río Shire hasta el Ruo y volvió a pedir al gobierno británico que aceptara esta reivindicación territorial. Las negociaciones bilaterales posteriores condujeron a un proyecto de tratado en febrero de 1884, que habría incluido el reconocimiento británico de la soberanía portuguesa sobre la desembocadura del Congo a cambio de la libertad de navegación en los ríos Congo y Zambeze, pero la apertura de la Conferencia de Berlín de 1884-85 puso fin a estas discusiones, que podrían haber conducido al reconocimiento británico de la soberanía portuguesa en todo el continente. Los esfuerzos de Portugal por establecer este corredor de influencia entre Angola y Mozambique se vieron obstaculizados por uno de los artículos del Acta General de la Conferencia de Berlín que exigía la ocupación efectiva de las áreas reclamadas en lugar de las reclamaciones históricas basadas en el descubrimiento o las reclamaciones basadas en la exploración tal como las utilizaba Portugal.
Para establecer más reclamaciones portuguesas,  Serpa Pinto fue nombrado cónsul suyo en Zanzíbar en 1884, con la misión de explorar la región entre el lago Nyasa y la costa desde el Zambeze hasta el río Rovuma y asegurar la lealtad de los jefes de esa zona. Su expedición llegó al lago Nyasa y a las tierras altas de la Comarca, pero no logró hacer ningún tratado de protección con los jefes en los territorios al oeste del lago. En el extremo noroeste del lago Nyasa, alrededor de Karonga, la African Lakes Company hizo, o afirmó haber hecho, tratados con los jefes locales entre 1884 y 1886. Su ambición era convertirse en una compañía de fletamento y controlar la ruta desde el lago a lo largo de la Comarca.

## Antecedentes del ultimátum británico de 1890
A pesar de los resultados de la Conferencia de Berlín, la idea de una zona portuguesa transafricana no se abandonó. En 1885, el ministro de Asuntos Exteriores de Portugal preparó lo que se conoció como el  Mapa de color rosa que representaba una reivindicación que se extendía desde el Atlántico hasta el Océano Índico. Portugal también firmó tratados con Francia y Alemania en 1886. El tratado francés "tomó nota" del Mapa de color rosa, y el tratado alemán tomó nota de la reivindicación de Portugal de territorio a lo largo del curso del  Zambeze que une Angola y Mozambique. El acto de "tomar nota" de las reclamaciones portuguesas no equivalía a aceptarlas, solo que Portugal las había hecho. En 1887, el ministro británico en Lisboa propuso que se reconociera el Zambeze como el límite norte de la influencia británica, lo que habría dejado a los misioneros escoceses en las Shire Highlands dentro de la zona portuguesa y creado una banda de territorio portugués que unía Angola y Mozambique. Esta propuesta fue rechazada por Portugal porque en aquel momento solo se podía acceder a las Shire Highlands y a sus misiones a través de las zonas costeras reconocidas como portuguesas, y porque la propuesta implicaba renunciar a la mitad meridional y más valiosa de la zona transcontinental del Mapa de color rosa por poco a cambio. Sin embargo, en 1889 el gobierno portugués se sentía menos confiado y su Ministro de Asuntos Exteriores, Barros Gómez, propuso al gobierno británico que estaba dispuesto a abandonar su reivindicación de una zona que uniera Angola y Mozambique a cambio del reconocimiento de su reivindicación sobre las Shire Highlands. Esta vez, fue el gobierno británico el que rechazó la propuesta, en primer lugar por la oposición de los que apoyaban las misiones escocesas, y en segundo lugar porque la entrada del río Chinde al Zambeze había sido descubierta en abril de 1889. Dado que el Zambeze podía ahora entrar directamente por los comercios marítimos, este y su afluente el río Shire podían ser considerados como una vía fluvial internacional que daba acceso a las Tierras Altas de la Comarca.
Al norte del Zambeze, los portugueses afirman que la  Compañía Africana de los Lagos y los misioneros se oponen a ello. Al sur, la principal oposición a las reclamaciones portuguesas provenía de Cecil Rhodes, cuya Compañía Británica Sudafricana fue fundada en 1888. Ya en 1888, el Ministerio de Asuntos Exteriores británico declinó ofrecer protección a los pequeños asentamientos británicos en las Tierras Altas de la Comarca. Sin embargo, no aceptó una expansión de la influencia portuguesa y en 1889 nombró a Henry Hamilton Johnston como cónsul británico en Mozambique y el Interior, y le instruyó para que informara sobre la extensión del dominio portugués en los valles de Zambeze y Shire. También debía hacer tratados condicionales con los gobernantes locales fuera del control portugués. Estos tratados condicionales no establecieron un protectorado británico, pero impidieron que los gobernantes aceptaran protección de otro estado.
En 1888, el gobierno portugués instruyó a sus representantes en Mozambique para que hicieran tratados de protección con los jefes Yao al sureste del lago Nyasa y en las tierras altas de la Comarca. Se organizaron dos expediciones, una bajo el mando de Antonio Cardoso, exgobernador de Quelimane, que partió en noviembre de 1888 hacia el lago Nyasa. La segunda expedición bajo el mando de Serpa Pinto, (actual gobernador de Mozambique) se desplazó al valle de la Comarca. Entre ambas, estas dos expediciones realizaron más de 20 tratados con jefes en lo que hoy es Malawi. La expedición liderada por Pinto estaba bien armada, en parte como respuesta a la petición del residente portugués en la Comarca baja de ayuda para resolver los disturbios causados por los jefes Makololo. Los Makololo habían sido traídos a la zona por David Livingstone como parte de su expedición a Zambeze, y permanecieron en la Comarca al norte y al oeste del río Ruo cuando esta terminó en 1864. Afirmaron estar fuera del control portugués y pidieron ayuda británica para mantenerse independientes. Serpa Pinto se reunió con Johnston en agosto de 1889 al este del Ruo, cuando Johnston le aconsejó no cruzar el río hacia las Tierras Altas de la Comarca.
Sin embargo, es probable que miembros de la comunidad británica en las Tierras Altas de la Comarca animaran al Makololo a atacar el campamento de Serpa Pinto, lo que llevó a una pequeña batalla entre las tropas portuguesas de Pinto y el Makololo el 8 de noviembre de 1889 cerca del río de la Comarca. Aunque Serpa Pinto había actuado previamente con precaución, cruzó el Ruo hacia lo que ahora es Malawi. Serpa Pinto ocupó gran parte del territorio del Makololo después de este pequeño enfrentamiento, en el que el vicecónsul de Johnston, John Buchanan, acusó a Portugal de ignorar los intereses británicos en esta zona y declaró un protectorado británico sobre las Tierras Altas de la Comarca en diciembre de 1889, a pesar de las instrucciones contrarias. Poco después, el propio Johnston declaró otro protectorado sobre la zona al oeste del Lago Nyasa, también en contra de sus instrucciones, aunque ambos protectorados fueron posteriormente avalados por el Ministerio de Asuntos Exteriores. Estas acciones constituyeron el trasfondo de una crisis anglo-portuguesa en la que a una negativa británica de arbitraje le siguió el Ultimatum británico de 1890.

## El Ultimátum británico de 1890
El Ultimátum se refiere a un memorando enviado al Gobierno portugués por Lord Salisbury el 11 de enero de 1890 en el que exigía la retirada de las tropas portuguesas de Mashonalandia y Matabelelandia, actual Zimbabue, y de la zona entre el río Shire al norte del Ruo y el lago Nyasa (incluidas todas las tierras altas de la Comarca), donde se superponían los intereses portugueses y británicos en África. Esto significaba que Gran Bretaña reclamaba ahora la soberanía sobre territorios, algunos de los cuales habían sido reclamados por Portugal durante siglos. No había ninguna disputa sobre las fronteras de Angola, ya que ninguno de los dos países había ocupado efectivamente ninguna parte de la zona fronteriza, que estaba poco poblada.
El Ultimátum causó violentos sentimientos antibritánicos en Portugal y manifestaciones que provocaron disturbios. Los republicanos portugueses lo utilizaron como excusa para atacar al gobierno, y los disturbios terminaron por dar un golpe de Estado republicano en Oporto en enero de 1891, cuando se publicó el primer intento de un tratado para resolver la disputa. Aunque se ha prestado mucha atención a la reacción portuguesa al Ultimátum, se ha prestado menos a la actitud del gobierno británico al utilizar tácticas que podrían haber llevado a la guerra, y se ha argumentado de forma plausible que Lord Salisbury, cuyo gobierno estaba aislado diplomáticamente, temía ser humillado por un éxito portugués. El gobierno británico también había concedido una Carta Real a la Compañía Británica de Sudáfrica de Rodas en octubre de 1889, antes de recibir noticias de la escaramuza de Serpa Pinto con el Makololo. Esto permitió a la compañía reclamar Mashonaland y también Manicaland y el valle de Zambezi sobre el Zumbo. Sólo Portugal tenía derecho a la ocupación efectiva de cualquier parte de estas dos últimas áreas.

## El Tratado de 1891
Aunque el Ultimatum exigía a Portugal que cesara la actividad en las zonas en litigio, no existía una restricción similar para una mayor ocupación británica en dichas zonas. Los agentes de Rodas estaban activos en Mashonaland y Manicaland y en lo que ahora es el este de Zambia, y John Buchanan afirmó el dominio británico en más de las Tierras Altas de la Comarca. Hubo enfrentamientos armados entre los hombres de Rodas y las tropas portuguesas que ya estaban en la ocupación de Manicalandia en 1890 y 1891, que solo cesaron cuando las áreas que habían sido asignadas a Portugal en el tratado no ratificado de 1890 fueron reasignadas a la Compañía Británica de Sudáfrica de Rodas en el tratado de 1891, dándose a Portugal más tierras en el valle del Zambeze en compensación por esta pérdida.
El Acta General de la Conferencia de Berlín exigía que las controversias fueran sometidas a arbitraje y la emisión del ultimátum constituía una infracción de esta norma. Después de que el Ultimatum Portugal pidiera el arbitraje, pero debido a que el arbitraje de la Bahía de Delagoa de 1875 había sido a favor de Portugal, Lord Salisbury se negó y exigió un tratado bilateral. Las conversaciones comenzaron en Lisboa en abril de 1890, y en mayo la delegación portuguesa propuso la administración conjunta del área disputada entre Angola y Mozambique. El gobierno británico se negó a ello y redactó un tratado que imponía límites generalmente desfavorables para Portugal.
Estas propuestas se incluyeron en un acuerdo sobre las fronteras africanas de Portugal firmado el 20 de agosto de 1890, pero nunca fue ratificado por el Parlamento portugués. Cuando el tratado fue presentado a ese parlamento el 30 de agosto, provocó una ola de protestas y la caída del gobierno portugués. No solo no fue nunca ratificado por el Parlamento portugués, sino que Cecil Rhodes, cuyos planes de expansión afectaron, también se opuso a este tratado. Se negoció un nuevo tratado que dio a Portugal más territorio en el valle del Zambeze que el tratado de 1890, pero lo que hoy es la provincia de Manicaland en Zimbabue pasó del control portugués al británico. Este tratado, que también fijaba las fronteras de Angola, fue firmado en Lisboa el 11 de junio de 1891, y además de definir las fronteras permitía la libertad de navegación en los ríos Zambeze y Shire y permitía a Gran Bretaña arrendar tierras para un puerto en Chinde, en la desembocadura del Zambeze.
Los demás límites del Protectorado de África Central también fueron acordados en esta época. La frontera norte se fijó en el río Songwe como parte de una Convención anglo-alemana en 1890. Su frontera occidental con Rodesia del Norte fue fijada en 1891 en la división de drenaje entre el Lago Malawi y el Río Luangwa por acuerdo con la Compañía Británica de Sudáfrica, que gobernó lo que hoy es Zambia bajo la Carta Real hasta 1924.